# Ferrocarril en República Checa

Red ferroviaria de la República Checa.

El transporte ferroviario en la República Checa transportó a 193,5 millones de pasajeros en 2019, y 68,37 millones de toneladas de carga en el año 2009. La mayoría de los servicios de pasajeros que se prestan hoy en día son operados por la compañía estatal České dráhy (Ferrocarriles Checos), que hasta 2007 también gestionaba los servicios de mercancías que ahora son gestionados por ČD Cargo. En 2009, el país contaba con 9.420 km de vías de ancho estándar, de los cuales 3.153 km están electrificados. Hay dos sistemas principales de electrificación en la República Checa, 3 kV DC en la parte norte, y 25 kV 50 Hz AC en el sur (además, una línea histórica de 24 km utiliza 1,5 kV DC; y desde 2009 una línea local corta a Austria utiliza 15 kV 16,7 Hz AC). En el pasado, las locomotoras tenían que ser cambiadas en las fronteras. Las locomotoras de dos sistemas se introdujeron en 1974. La red cuenta con enlaces de igual ancho de vía con los cuatro países fronterizos con la República Checa (Eslovaquia, Austria, Alemania y Polonia) con servicios de pasajeros en funcionamiento a los cuatro países. Los principales centros de servicios internacionales de pasajeros de la red se encuentran en Praga, Ostrava, Brno y Břeclav, y la estación más concurrida (por número de pasajeros) es Praha hlavní nádraží. La velocidad máxima en las vías checas es de 160 km/h.
La República Checa es miembro de la Unión Internacional de Ferrocarriles (UIC). El código de país UIC para la República Checa es el 54.

## Historia
La historia del transporte ferroviario en el territorio de la actual República Checa se remonta al imperio austrohúngaro. El primer ferrocarril tirado por caballos de Europa, entre České Budějovice y Linz (en la actual Austria) comenzó a funcionar en 1832, y el primer ferrocarril con locomotora de Viena a Břeclav se inauguró siete años después. Durante el resto del siglo XIX, la red ferroviaria de toda Europa creció rápidamente y, tras la Primera Guerra Mundial y la independencia de Checoslovaquia, se fundó la compañía Československé státní dráhy (ferrocarriles estatales checoslovacos). Desde 1948 hasta la Revolución de Terciopelo, los pasos fronterizos con Austria y Alemania Occidental estuvieron estrictamente controlados y sólo funcionaba un número limitado de trenes. Tras la caída del comunismo, la red ferroviaria se reabrió a Europa Occidental; los primeros trenes EuroCity circularon por la Checoslovaquia de la transición en 1991. En el siglo XXI, la red se ha modernizado ampliamente y se ha introducido material rodante más nuevo (como el "pendolino" de la clase 680).

## Operación
La empresa Správa železniční dopravní cesty (SŽDC) se encarga del mantenimiento de la infraestructura. En 2010, el Gobierno checo propuso fusionar SŽDC y České dráhy en una sola empresa. En 2011, RegioJet, una filial de Student Agency, se convirtió en la primera empresa que compitió activamente con České dráhy en una ruta, lanzando un servicio entre Praga y Havířov. Otras empresas privadas poseen derechos exclusivos para explotar servicios en determinadas líneas.

## Enlaces ferroviarios con países adyacentes
- Austria - cambio de tensión de 25 kV 50 Hz CA a 15 kV 16,7 Hz CA
- Alemania - cambio de tensión de 3 kV CC a 15 kV 16,7 Hz CA
- Polonia - misma tensión 3 kV CC
- Eslovaquia - misma tensión 3 kV CC (norte) y 25 kV 50 Hz CA (sur)

## Mapas ferroviarios modernos e históricos

Ferrocarriles en la República Checa.
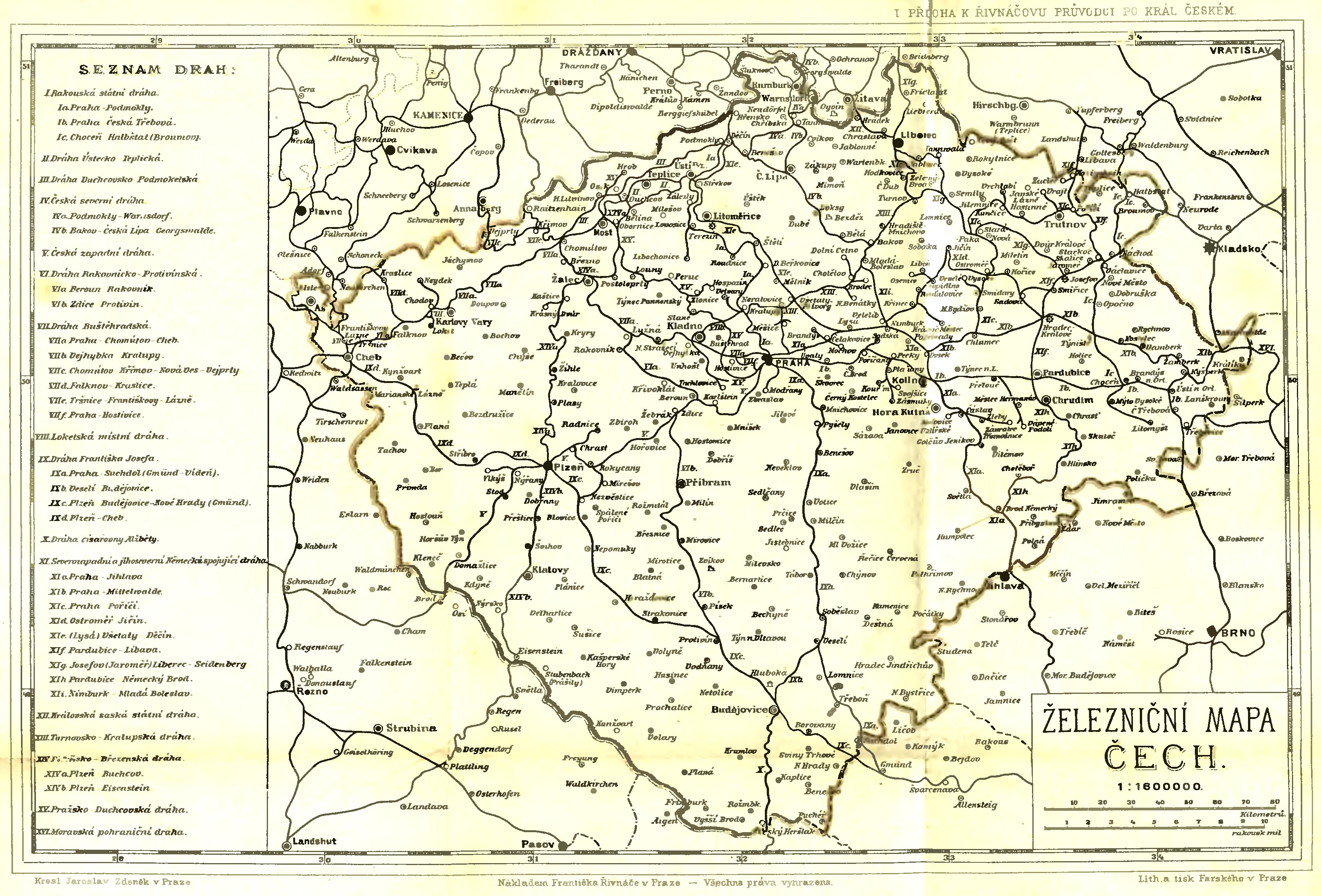
Mapa ferroviario de 1883 del Reino de Bohemia.
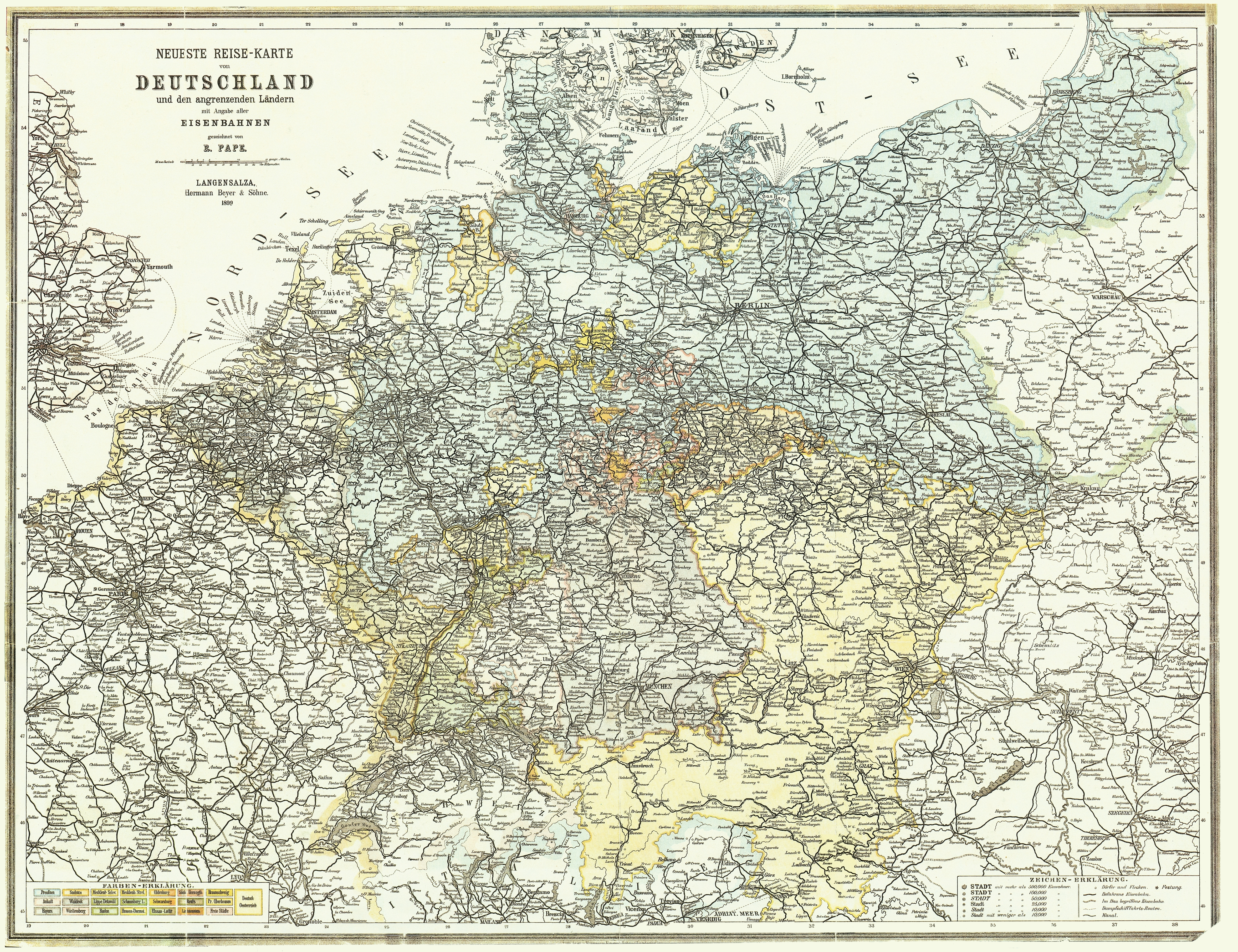
Mapa ferroviario de Europa Centro-Occidental de 1899.

## Trenes

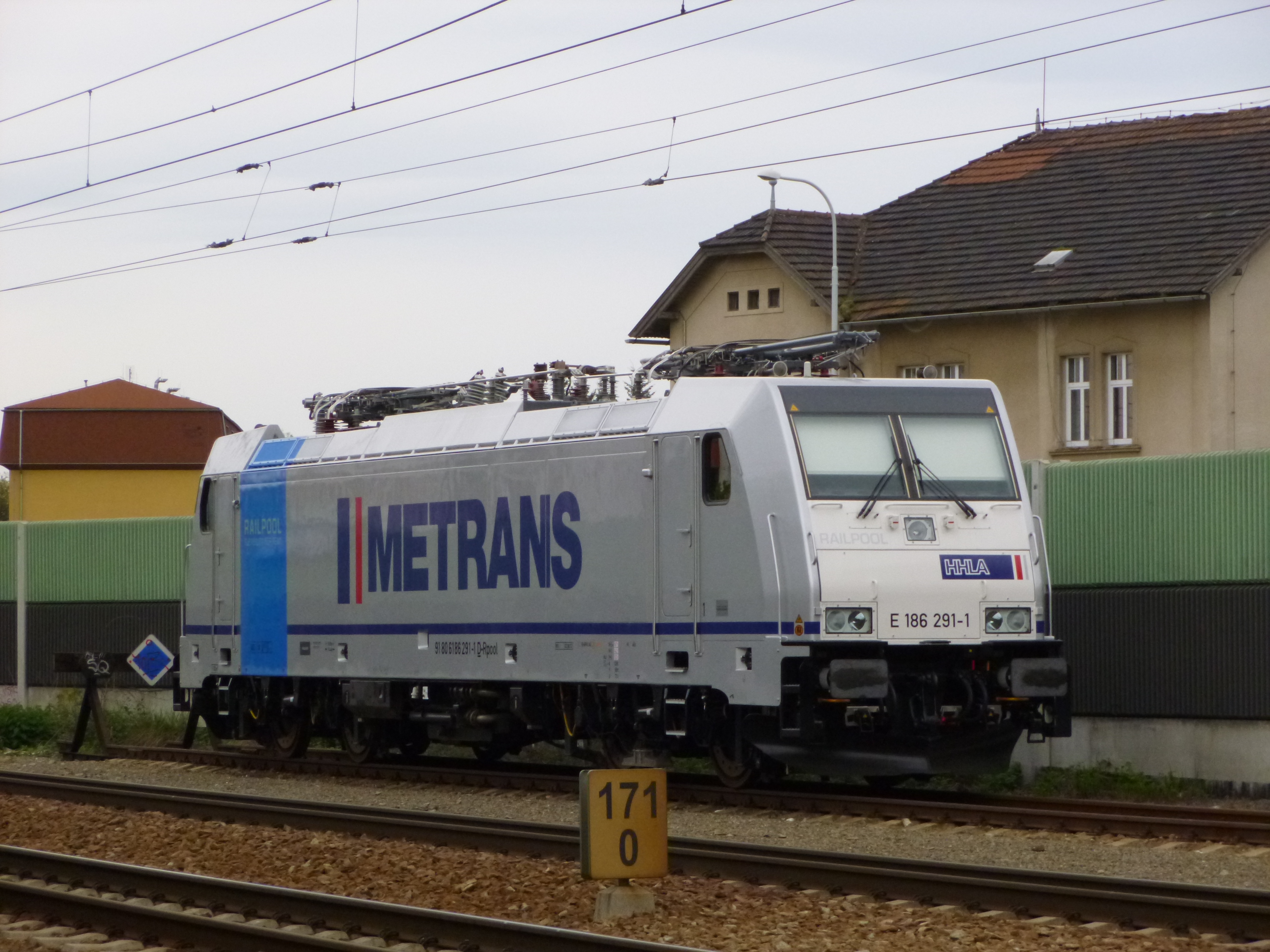
E 186 291-1 operado por METRANS Rail en Praga-Uhříněves.
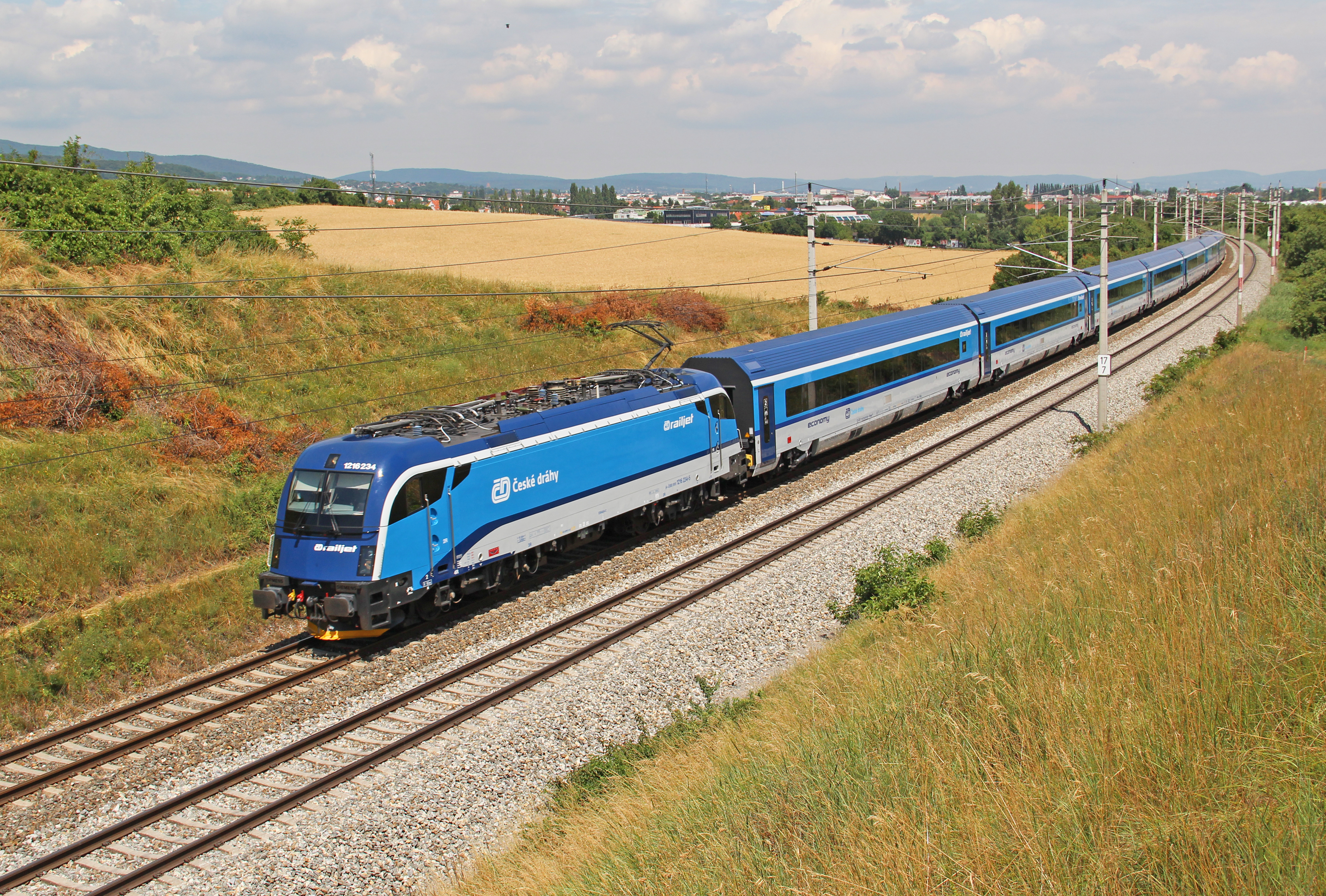
Un Railjet de los ferrocarriles checos CD, tirado por el 1216.234, como EC 73 a Wiener Neustadt Hbf cerca de Guntramsdorf.
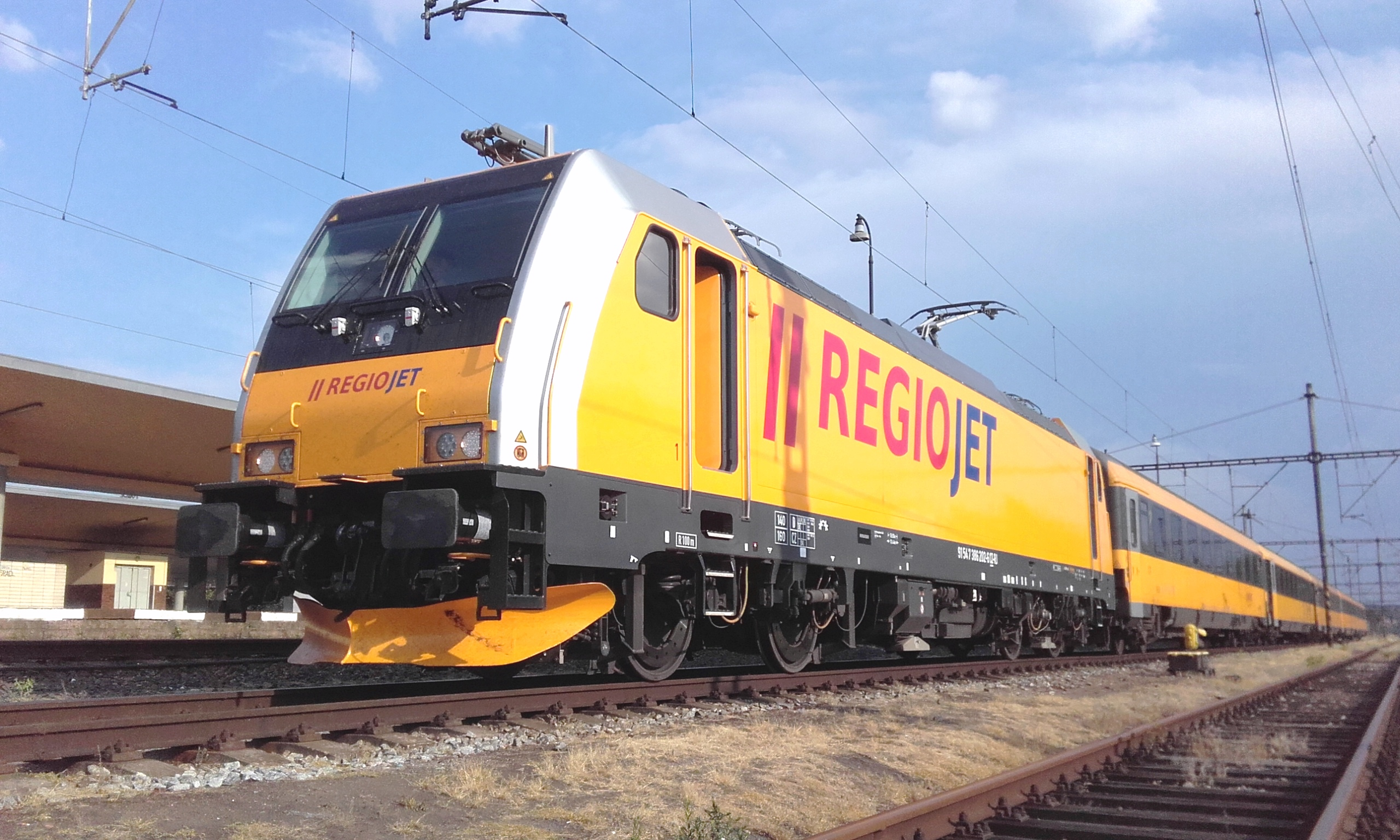
386.202 Praha Smíchov
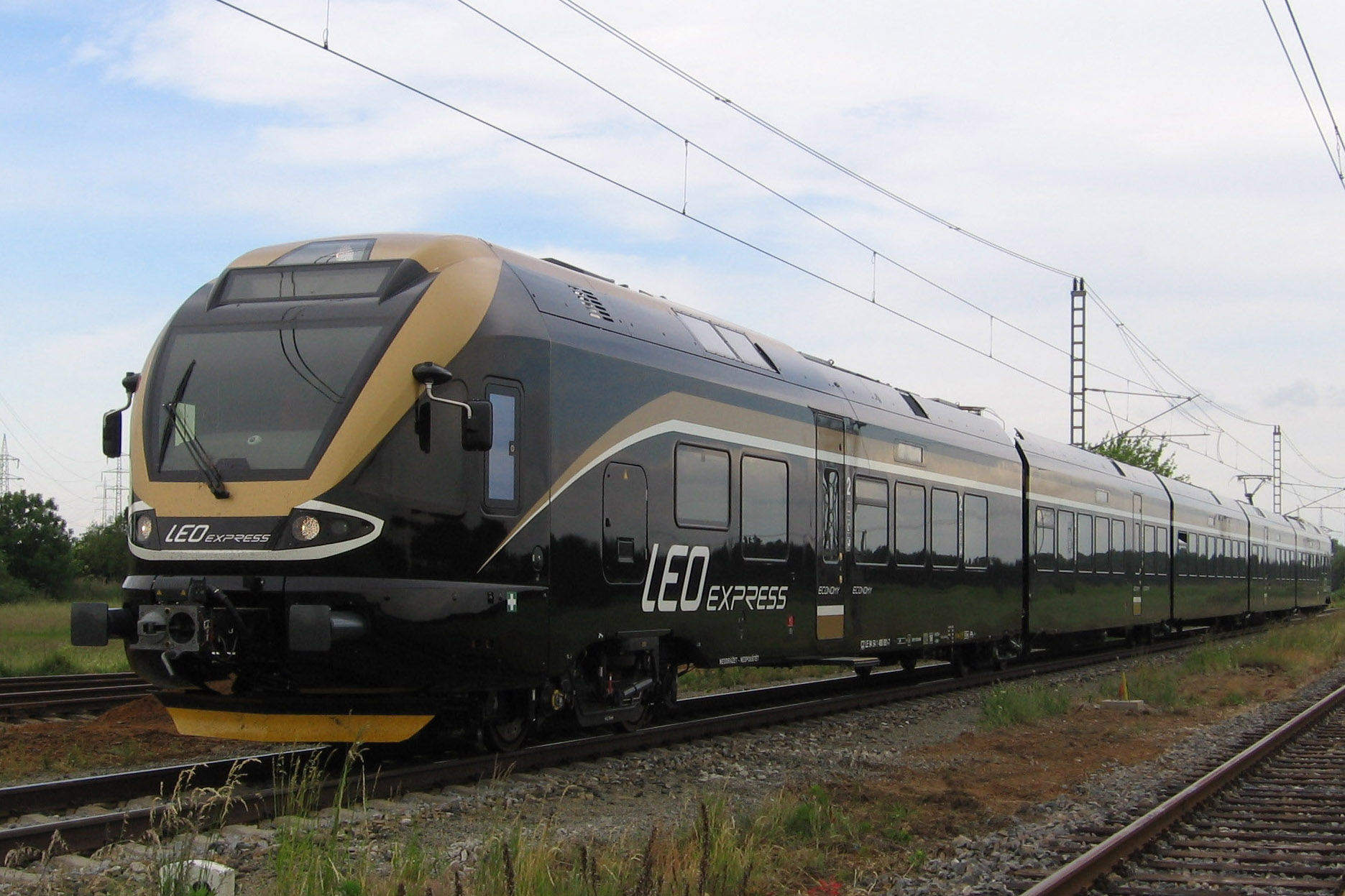
Leo Expres 480.001 en el circuito de pruebas Cerhenice.
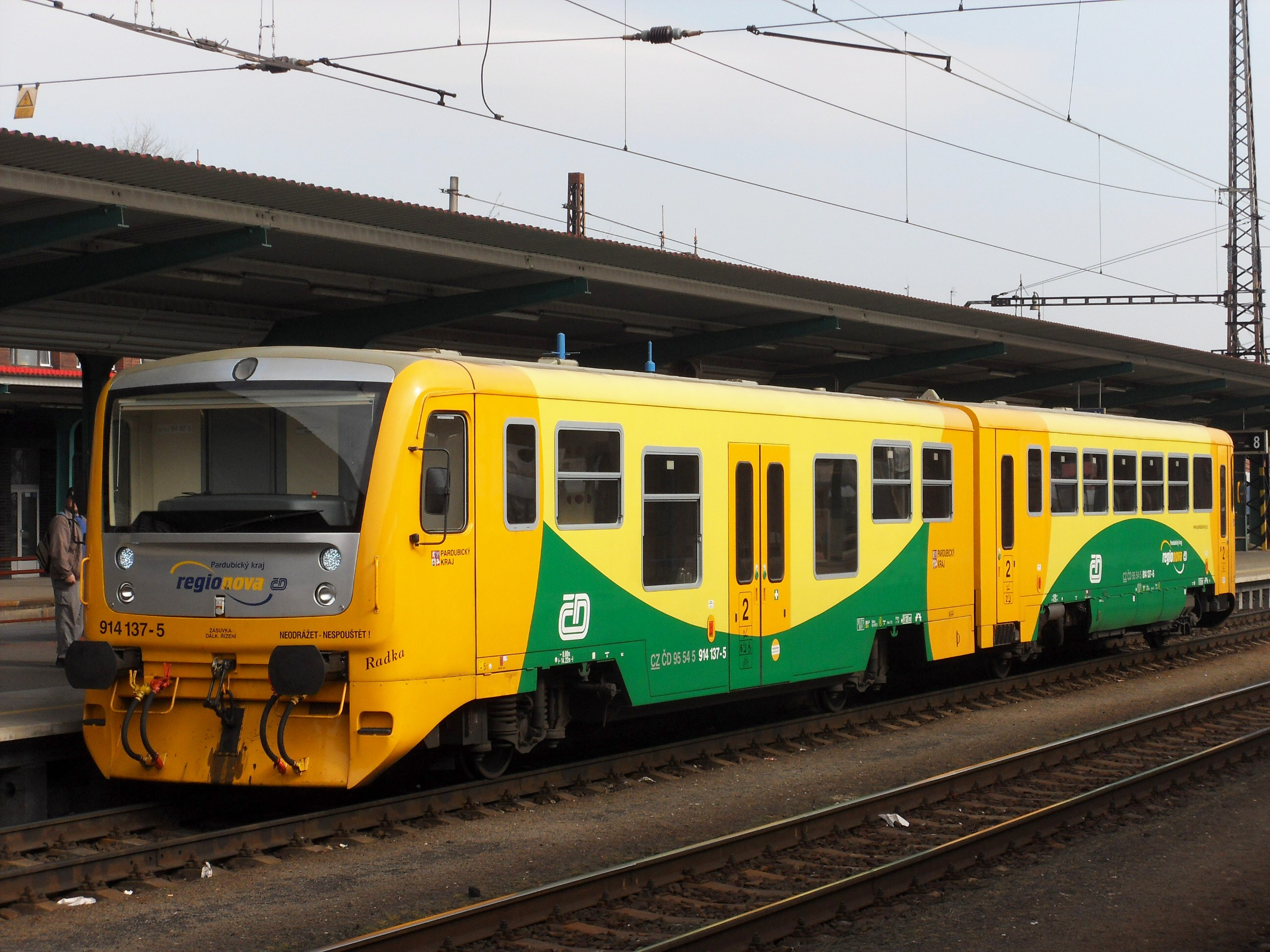
Unidad múltiple diésel 814.137 de České dráhy, estación ferroviaria Pardubice hlavní nádraží, Pardubice, República Checa.